# Vâlcele, Covasna
Vâlcele, mai demult Elepatac, (în maghiară Előpatak) este un sat în comuna cu același nume din județul Covasna, Transilvania, România. Se află în Munții Baraolt.

## Așezare
Localitatea Vâlcele este situată în partea sud-vestică a județului Covasna, la poalele sudice ale Munților Bodoc, la o altitudine de 590 m, pe DN13E, Sfântu Gheorghe – Vâlcele – Araci și este străbătută de pârâul Vâlcele.

## Scurt istoric
Săpăturile arheologice făcute de-a lungul timpului aduc dovezi materiale ale ale existenței unei locuiri încă din cele mai vechi timpuri astfel, în locul numit "Drumul Săcuiesc", lângă pârâul „Ciuntit”, s-a descoperit un topor perforat de piatră lustruită, de formă migdaloidă, cu tăiș ascuțit aparținând culturii Coțofeni.
Pe malul stâng al pârâului Simeria, în locul numit „Vereskút”, în șanțurile săpate de armată s-a găsit un fragment de fructieră, periegheza efectuată de Z. Székely, demonstrează că în acest loc a existat o așezare dacică, din sec. I î.e.n.-I e.n. distrusă de lucrările edilitare. De pe teritoriul satului, dintr-un loc neprecizat provin mai multe fragmente ceramice neolitice, aparținând culturii Boian, faza Giulești.
Începând cu secolul al XVII-lea izvoarele de apă minerală urmează să fie valorificate, astfel aici se construiesc primele adăposturi din lemn și piatră pentru bolnavii care veneau din împrejurimi la tratament, iar odată cu trecerea timpului, datorită rezultatelor curative, satul a devenit din ce în ce mai cunoscut fiind vizitat de personalități ale timpului, atât din țară cât și din străinătate, cunoscând o dezvoltare din ce în ce mai accentuată.
În anul 1844 a fost construită Biserica ortodoxă din Vâlcele, în stil basilical, cu altar în formă de absidă semicirculară și iconostas pictat. Construcția a fost finanțată de principele sârb Miloš Obrenović, drept recunoștință pentru vindecarea sa cu apă minerală din localitate. În interiorul bisericii se află o placă comemorativă aplicată în memoria ostașilor căzuți în 1914-1918.
Începând cu anul 1876 satul Vâlcele a aparținut de comitatul Trei Scaune din Regatul Ungariei, apartenență ce se va încheia în anul 1920, odată cu semnarea Tratatului de la Trianon, tratat  ce urma să stabilească frontierele Ungariei cu vecinii săi.
În perioada intrbelică localitatea va face parte din județul Trei Scaune, urmând ca din anul 1968, după desființarea Regiunii Autonome Maghiare să aparțină administrativ-teritorial de actualul județ Covasna.

## Economie
Economia localității este bazată pe activități în domeniul: prelucrării lemnului, îmbutelieri apei minerale precum și exploatării și valorificării apelor minerale în beneficiul sănătății. Agricultura prin cultura plantelor, creșterea animalelor, exploatarea fânețelor, comerțul  și agroturismului sunt de asemenea componente importante ale economiei locale. În sat funcționează Centrul de Patologie Neuro-Musculară "Dr. Radu Horia".

## Atracții turistice

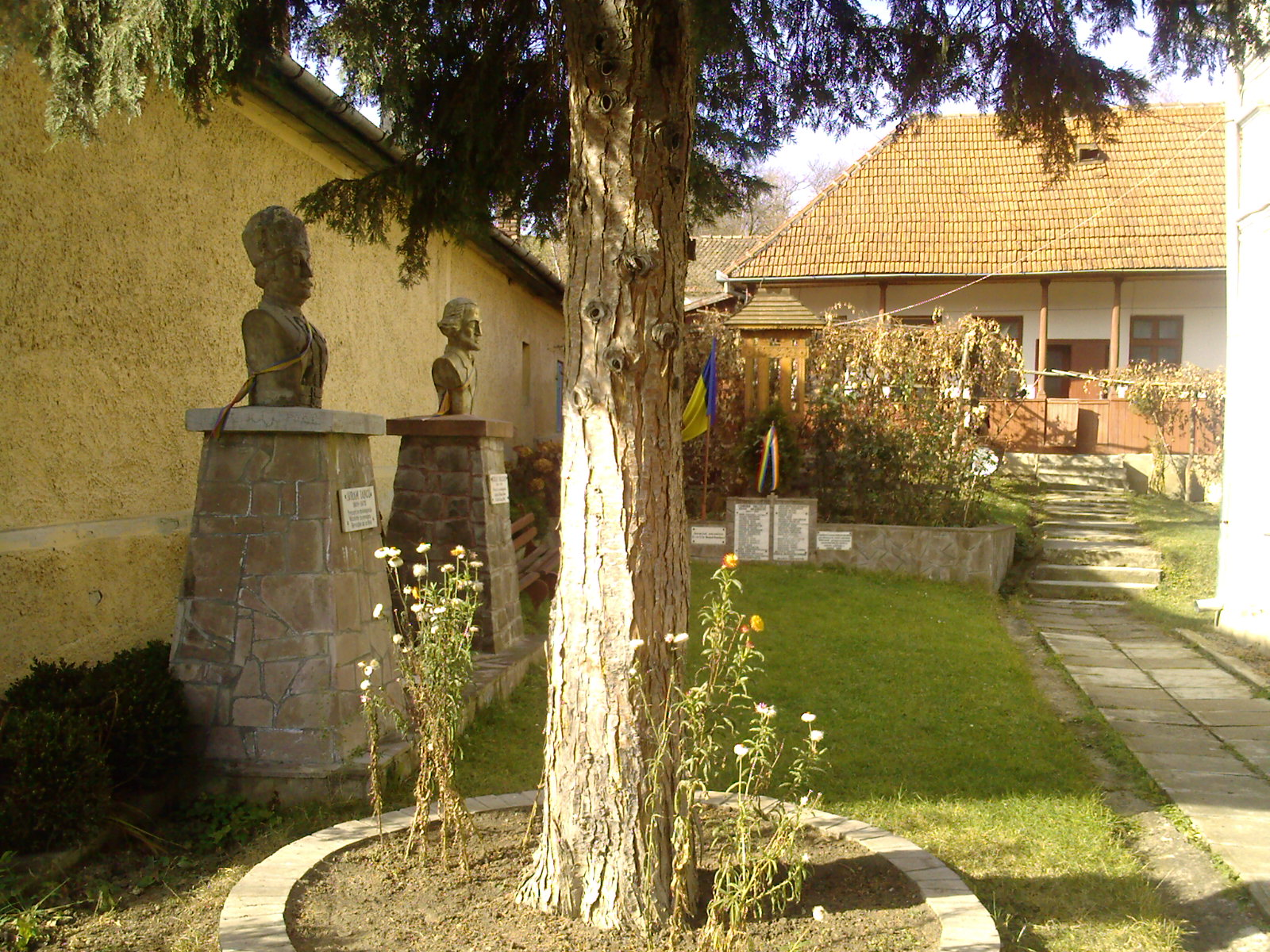
Troiţa eroilor celui de-al Doilea Război Mondial şi busturile lui Avram Iancu şi Nicolae Bălcescu

- Biserica ortodoxă din Vâlcele, construcție 1844
- Casa parohială, secolul al XIX-lea
- Bustul lui Nicolae Bălcescu, istoric și revoluționar român
- Bustul lui Avram Iancu, intelectual transilvănean, conducătorul Țării Moților din 1849
- Troița Eroilor căzuți în cel de-Al Doilea Război Mondial
- Rezervația naturală Ciucaș-Vițel
- Izvoare de apă minerală